# Экзамен

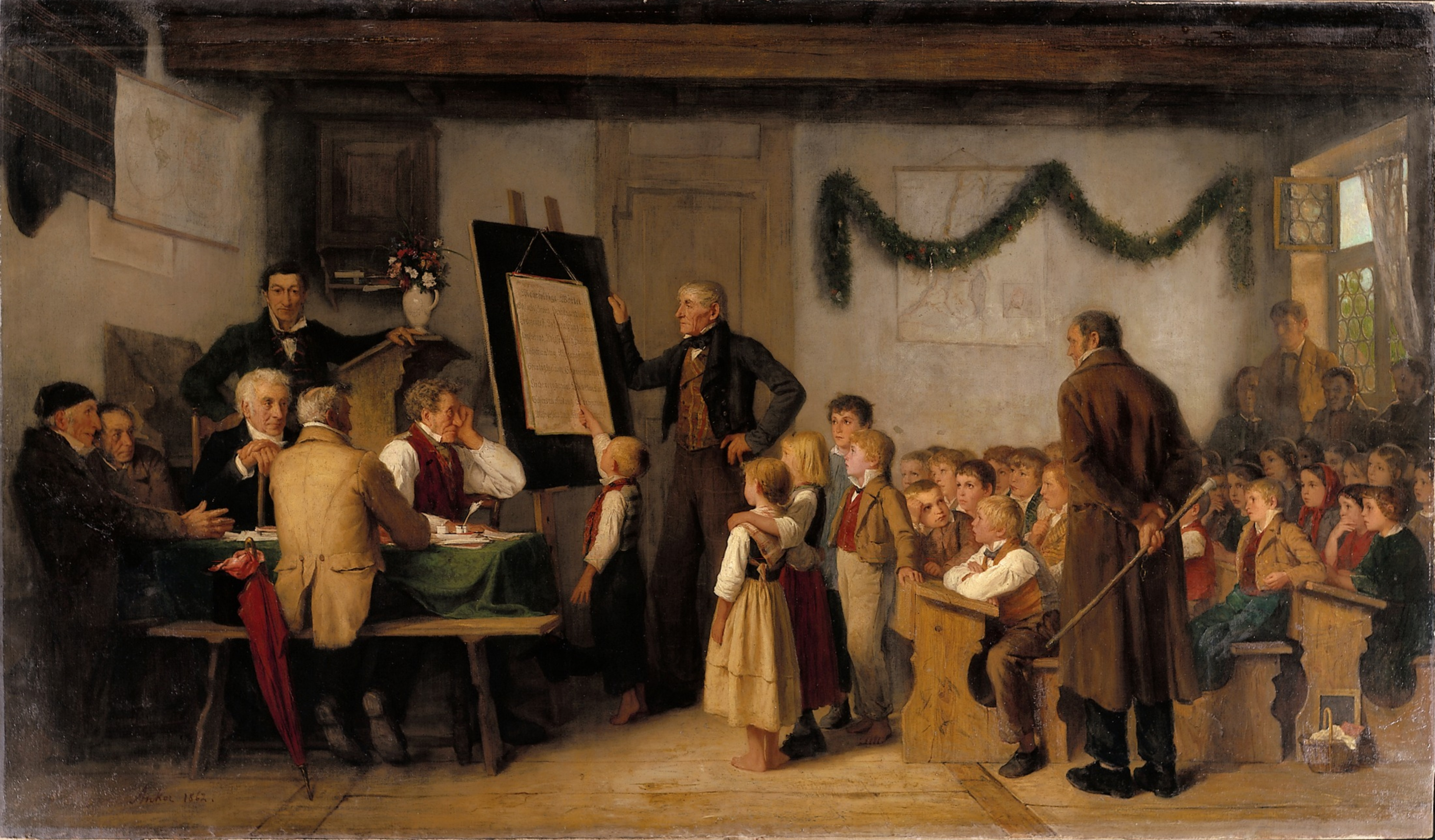
Альберт Анкер "Школьный экзамен" (1862)

Экза́мен (лат. examen — изначально язычок, стрелка у весов, затем, в переносном значении, оценка, испытание) — итоговая форма оценки знаний. В учебных заведениях проводятся во время экзаменационных сессий. 
Экзамены бывают разными: институтскими, школьными, экзамен в Госавтоинспекци, online-экзамен, государственный экзамен (ОГЭ, ЕГЭ, ГИА) и т. д., — но все они объединены одинаковыми традициями.

## Экзамены, их виды и история
Существуют различные формы и виды экзаменов. По теоретическим предметам экзамены проводятся в устной и письменной форме. По своим целям экзамены делятся на школьные и государственные. Существуют следующие виды школьных экзаменов: вступительные, переводные, выпускные. При помощи этих экзаменов проводят проверку знаний вновь поступающих, переходящих в следующий класс (курс) и оканчивающих учебное заведение.
Сложившись ещё в эпоху петровских преобразований, система школьных экзаменов в России претерпела ряд изменений и не один раз реформировалась. Система школьных экзаменов, получившая наибольшее развитие в XIX веке, вызвала в начале XX века резкий протест со стороны ряда педагогов, указывавших на то, что она приучает к механической зубрёжке в ущерб пониманию и активности учащегося, что в ней много зависит от случайности и т. п. «Не для знания, для экзамена учимся» — поговаривали в то время. В связи с этим были попытки несколько изменить систему экзаменационных испытаний, однако грянула Февральская революция 1917 года, а вслед за ней и Октябрьская. Начались социалистические преобразования, которые не обошли стороной и систему народного образования.
После Октябрьской революции 1917 года экзамены были отменены. Однако недостаток систематических знаний у оканчивающих школу заставил восстановить систему периодической проверки знаний учащихся в СССР.
По этому поводу 5 сентября 1931 года было принято специальное постановление ЦК ВКПб «О начальной и средней школе». В 1932 году появилось постановление ЦК ВКП(б) «Об учебных программах и режиме в начальной и средней школе», в котором указывалось на необходимость проведения в конце года проверочных испытаний для всех учащихся. В том же году были введены обязательные приёмные испытания по главным общеобразовательным предметам для поступающих в высшие учебные заведения.
До 1956—57 учебного года экзаменационная система общеобразовательной школы строилась на сочетании переводных экзаменов, где проверялись знания учащихся за данный учебный год, с выпускными экзаменами, где проверялись знания за ряд лет или за весь курс обучения. В целях разгрузки учащихся с 1956—57 учебного года переводные экзамены были отменены, и учащиеся переводились в следующие классы по годовым оценкам знаний. Подобные выпускные школьные экзамены с некоторыми изменениями сохранились и до настоящего времени.

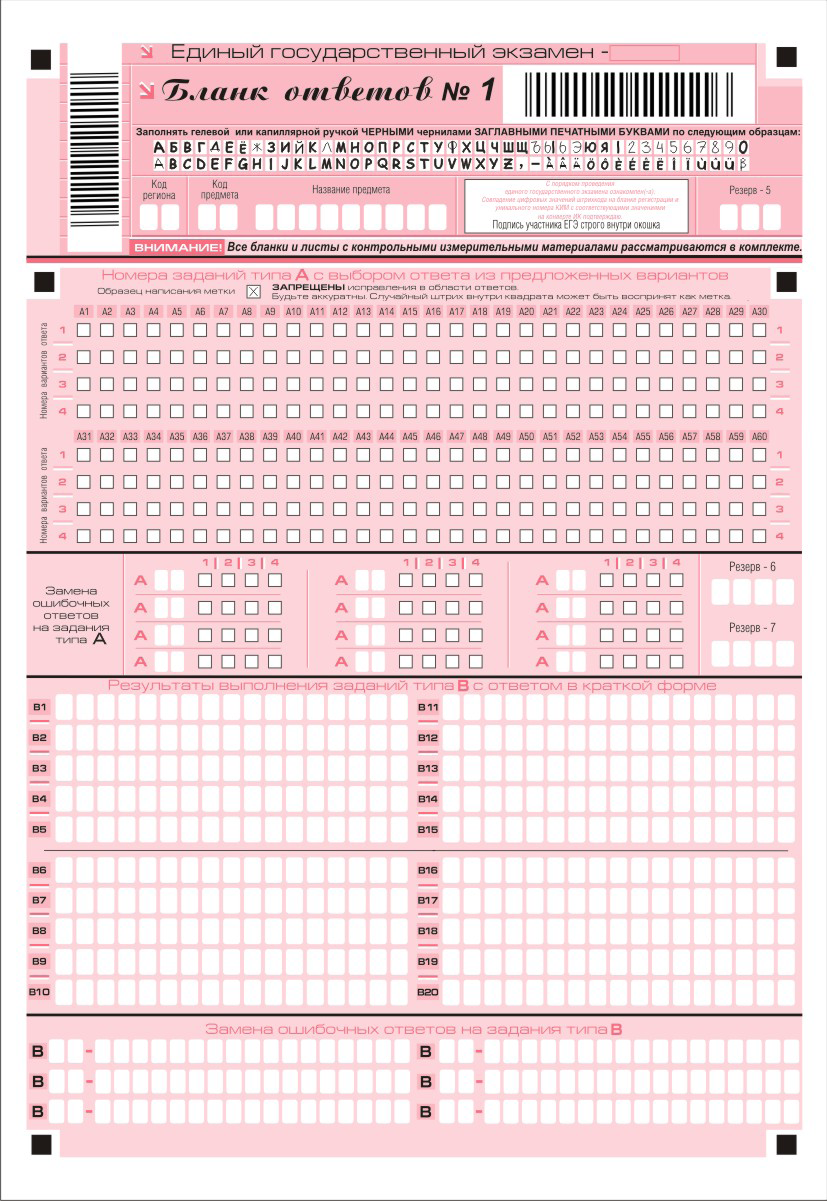
Бланк ЕГЭ-2009 для ответов на блоки A и B экзамена

Распад СССР и последующие за этим реформы внесли изменения в систему образования в Российской Федерации.
Единый государственный экзамен (ЕГЭ) был введён на территории России в отдельных районах в 2001 году. В 2007 году Государственной Думой был принят Федеральный Закон об использовании ЕГЭ на всей территории России.
Ключевая цель введения ЕГЭ — попытка дать равные условия при сдаче выпускных экзаменов в школе и поступлении в ВУЗы. При проведении данного вида экзаменов по всей территории страны предлагаются задачи одинаковой сложности и единая градация оценки. Считается, что эти меры дадут возможность сравнивать выпускников школ по их уровню знаний.
Выпускникам, сдававшим ЕГЭ, по окончании всех экзаменов в общеобразовательных учреждениях выдаётся аттестат о среднем (полном) общем образовании и свидетельство о результатах ЕГЭ. В свидетельстве проставляются баллы по каждому общеобразовательному предмету, сданному в форме ЕГЭ.
Экзамены могут воспитать в сдающем чувство ответственности, что очень важно в педагогическом отношении. Они требуют большой затраты энергии и сил, причиняют воспитанникам много волнений и беспокойства, но в этом якобы можно видеть прекрасную подготовку к жизни, вовсе не "усеянной розами". Однако такого взгляда на экзамены держатся далеко не все в педагогическом мире; особенно не согласны с ним врачи и родители. Первые настаивают на том, что экзамены, безусловно, вредны для здоровья учащихся; установлено, например, что во время экзаменов ученики теряют в весе и т. п.
Родители и некоторые педагоги полагают, что контролировать учителей и учеников надо в продолжение всего учебного года и так рационально поставить этот контроль, чтобы экзамены стали не нужны. Во время экзамена ученик находится в совершенно особенном, ненормальном состоянии, что вместе с краткостью времени не позволяет считать его ответ надежным показателем его знаний. Сам характер обучения, по мнению противников экзаменов, принимает весьма нежелательные формы, превращаясь у иных преподавателей в сплошное натаскивание к экзаменам.
Многие студенты в году небрежно относятся к своим обязанностям, надеясь к экзаменам всё подогнать и восполнить все пробелы; уровень познаний, таким образом, понижается, а отнюдь не повышается, как утверждают защитники экзаменов. Решающее значение экзаменов заставляет учеников прибегать к разным уловкам и обманам (шпаргалки и прочее), лишь бы получить удовлетворительную отметку, и из-за этого экзамены часто имеют скорее деморализующее влияние на учеников, а не подготавливающее к жизни.
Впрочем, использование шпаргалки или телефона является поводом для удаления учащегося с экзамена без права переэкзаменовки
Экзамены на специальностях начального профессионального образования проходят в форме выполнения квалификационной работы (выпускник должен сделать какую-то работу).
Экзамены на специальностях среднего профессионального образования проходят в форме теоретического экзамена (выпускник устно отвечает на вопросы комиссии).
С 2017 года в России вводится итоговый демонстрационный экзамен по стандартам WorldSkills

### Переэкзаменовка
Слово «переэкзаменовка» является жаргонным школьным и студенческим выражением, подразумевает повторную сдачу (пересдачу) экзамена, повторный экзамен. 
В СССР, оценка за экзамен начислялась как оценка за весь предмет, если же студент не успешно сдал экзамен, у него был шанс его пересдать. Вторая оценка заменяла первую, которая не производилась[прояснить] на аттестате.
переэкзаменовка в Викисловаре
В культуре:
- Тема переэкзаменовки и сдачи «хвостов» часто встречается в художественной и публицистической литературе:

Конечно, — говорю я, — вы не станете учёнее оттого, что будете у меня экзаменоваться ещё пятнадцать раз, но это воспитает в вас характер. И на том спасибо.— А. П. Чехов. Скучная история
- Переэкзаменовка (картина)
- Хвостовка (студенческий фольклор)[источник не указан 1920 дней]